# Volta a Espanya de 2012
La Volta a Espanya de 2012 fou la 67a edició de la Volta a Espanya. La cursa començà a Pamplona el 18 d'agost amb una contrarellotge per equips i finalitzà el 9 de setembre a Madrid després de 3.300 quilòmetres repartits entre 21 etapes.
La cursa fou guanyada per l'espanyol Alberto Contador (Team Saxo-Tinkoff), que d'aquesta manera aconseguia la seva segona victòria en aquesta cursa després de l'aconseguida el 2008 i alhora la primera victòria després del seu retorn a la competició una vegada finalitzada la suspensió per dopatge. Contador guanyà la cursa gràcies a la seva victòria en la dissetena etapa amb final a Fuente Dé, en la qual desbancà el fins aleshores líder, el català Joaquim Rodríguez (Team Katusha). El segon a la general, a 1' 16" de Contador, fou el també espanyol Alejandro Valverde (Movistar Team), que al mateix temps aconseguí la victòria en la classificació per punts i en la combinada, gràcies a la seva sisena posició en la darrera etapa. Rodríguez finalment acabà en tercera posició, a 1' 37" de Contador, després d'haver liderat la cursa durant 13 dies i guanyar tres etapes.
Simon Clarke (Orica-GreenEDGE) guanyà la classificació de la muntanya, el Movistar Team la classificació per equips, mentre John Degenkolb (Argos-Shimano), amb cinc victòries, fou el ciclista que aconseguí més victòries d'etapa.
La cançó d'aquesta edició fou "Día cero" de La Oreja de Van Gogh.

## Equips participants
En aquesta edició de la Volta a Espanya hi prendran part 22 equips: els 18 ProTour, més 4 equips convidats: Andalucía, Caja Rural, Cofidis i Argos-Shimano.
| Núm.    | Codi | Equip                 |
| ------- | ---- | --------------------- |
| 1-9     | MOV  | Movistar Team         |
| 11-19   | ALM  | AG2R La Mondiale      |
| 21-29   | ACG  | Andalucía             |
| 31-39   | AST  | Astana Qazaqstan Team |
| 41-49   | BMC  | BMC Racing Team       |
| 51-59   | CJR  | Caja Rural            |
| 61-69   | COF  | Cofidis               |
| 71-79   | EUS  | Euskaltel–Euskadi     |
| 81-89   | FDJ  | FDJ-BigMat            |
| 91-99   | GRS  | Garmin-Sharp          |
| 101-109 | KAT  | Team Katusha          |

| Núm.    | Codi | Equip                   |
| ------- | ---- | ----------------------- |
| 111-119 | LAM  | Lampre-ISD              |
| 121-129 | LIQ  | Liquigas-Cannondale     |
| 131-139 | LTB  | Lotto-Belisol           |
| 141-149 | OPQ  | Omega Pharma-Quick Step |
| 151-159 | OGE  | Orica-GreenEDGE         |
| 161-169 | RAB  | Rabobank ProTeam        |
| 171-179 | RNT  | RadioShack-Nissan       |
| 181-189 | SKY  | Team Sky                |
| 191-199 | ARG  | Argos-Shimano           |
| 201-209 | STB  | Team Saxo-Tinkoff       |
| 211-219 | VCD  | Vacansoleil-DCM         |

## Etapes
| Etapa     | Data               | Recorregut                               | km               | Vencedor d'etapa           | Líder de la general        |
| --------- | ------------------ | ---------------------------------------- | ---------------- | -------------------------- | -------------------------- |
| 1a etapa  | Dis. 18 d'agost    | Pamplona – Pamplona                      | 16,5             | Movistar Team              | Jonathan Castroviejo (ESP) |
| 2a etapa  | Diu. 19 d'agost    | Pamplona – Viana                         | 181,4            | John Degenkolb (GER)       | Jonathan Castroviejo (ESP) |
| 3a etapa  | Dll. 20 d'agost    | Faustino V – Arrate                      | 155,3            | Alejandro Valverde (ESP)   | Alejandro Valverde (ESP)   |
| 4a etapa  | Dim. 21 d'agost    | Barakaldo – Valdezcaray                  | 160,6            | Simon Clarke (AUS)         | Joaquim Rodríguez (CAT)    |
| 5a etapa  | Dix. 22 d'agost    | Logronyo – Logronyo                      | 168,0            | John Degenkolb (GER)       | Joaquim Rodríguez (CAT)    |
| 6a etapa  | Dij. 23 d'agost    | Tarassona – Jaca                         | 175,4            | Joaquim Rodríguez (CAT)    | Joaquim Rodríguez (CAT)    |
| 7a etapa  | Div. 24 d'agost    | Osca – Alcanyís                          | 164,2            | John Degenkolb (GER)       | Joaquim Rodríguez (CAT)    |
| 8a etapa  | Dis. 25 d'agost    | Lleida – Coll de la Gallina (AND)        | 174,7            | Alejandro Valverde (ESP)   | Joaquim Rodríguez (CAT)    |
| 9a etapa  | Diu. 26 d'agost    | Andorra la Vella (AND) – Barcelona       | 196,3            | Philippe Gilbert (BEL)     | Joaquim Rodríguez (CAT)    |
|           | Dll. 27 d'agost    | (dia de descans)                         | (dia de descans) | (dia de descans)           | (dia de descans)           |
| 10a etapa | Dim. 28 d'agost    | Ponteareas – Sanxenxo                    | 190              | John Degenkolb (GER)       | Joaquim Rodríguez (CAT)    |
| 11a etapa | Dix. 29 d'agost    | Cambados – Pontevedra                    | 39,4             | Fredrik Kessiakoff (SWE)   | Joaquim Rodríguez (CAT)    |
| 12a etapa | Dij. 30 d'agost    | Vilagarcía de Arousa – Mirador d'O Ézaro | 190,5            | Joaquim Rodríguez (CAT)    | Joaquim Rodríguez (CAT)    |
| 13a etapa | Div. 31 d'agost    | Santiago de Compostel·la – Ferrol        | 172,8            | Steve Cummings (GBR)       | Joaquim Rodríguez (CAT)    |
| 14a etapa | Dis. 1 de setembre | Palas de Rei – Port d'Ancares            | 149,2            | Joaquim Rodríguez (CAT)    | Joaquim Rodríguez (CAT)    |
| 15a etapa | Diu. 2 de setembre | La Robla – Llacs de Covadonga            | 186,5            | Antonio Piedra Pérez (ESP) | Joaquim Rodríguez (CAT)    |
| 16a etapa | Dll. 3 de setembre | Gijón – Cuitu Negru                      | 183,5            | Dario Cataldo (ITA)        | Joaquim Rodríguez (CAT)    |
|           | Dim. 4 de setembre | (dia de descans)                         | (dia de descans) | (dia de descans)           | (dia de descans)           |
| 17a etapa | Dix. 5 de setembre | Santander – Fuente Dé                    | 187,3            | Alberto Contador (ESP)     | Alberto Contador (ESP)     |
| 18a etapa | Dij. 6 de setembre | Aguilar de Campoo – Valladolid           | 204,5            | Daniele Bennati (ITA)      | Alberto Contador (ESP)     |
| 19a etapa | Div. 7 de setembre | Peñafiel – La Lastrilla                  | 178,4            | Philippe Gilbert (BEL)     | Alberto Contador (ESP)     |
| 20a etapa | Dis. 8 de setembre | Golf La Faisanera – Bola del Mundo       | 170,7            | Denís Ménxov (RUS)         | Alberto Contador (ESP)     |
| 21a etapa | Diu. 9 de setembre | Cercedilla – Madrid                      | 115              | John Degenkolb (GER)       | Alberto Contador (ESP)     |

## Classificacions

### Classificació general
|    | Ciclista                 | Equip             | Temps       |
| -- | ------------------------ | ----------------- | ----------- |
| 1  | Alberto Contador (ESP)   | Team Saxo-Tinkoff | 84h 59' 49" |
| 2  | Alejandro Valverde (ESP) | Movistar Team     | + 1' 16"    |
| 3  | Joaquim Rodríguez (CAT)  | Team Katusha      | + 1' 37"    |
| 4  | Chris Froome (GBR)       | Team Sky          | + 10' 16"   |
| 5  | Daniel Moreno (ESP)      | Team Katusha      | + 11' 29"   |
| 6  | Robert Gesink (NED)      | Rabobank ProTeam  | + 12' 23"   |
| 7  | Andrew Talansky (USA)    | Garmin-Sharp      | + 13' 28"   |
| 8  | Laurens ten Dam (NED)    | Rabobank ProTeam  | + 13' 41"   |
| 9  | Igor Antón (ESP)         | Euskaltel–Euskadi | + 14' 01"   |
| 10 | Beñat Intxausti (ESP)    | Movistar Team     | + 16' 13"   |

|   | Ciclista                 | Equip           | Punts |
| - | ------------------------ | --------------- | ----- |
| 1 | Simon Clarke (AUS)       | Orica-GreenEDGE | 63    |
| 2 | David de la Fuente (ESP) | Caja Rural      | 40    |
| 3 | Joaquim Rodríguez (CAT)  | Team Katusha    | 36    |
| 4 | Thomas de Gendt (BEL)    | Vacansoleil-DCM | 33    |
| 5 | Alejandro Valverde (ESP) | Movistar Team   | 31    |

|   | Ciclista                 | Equip             | Punts |
| - | ------------------------ | ----------------- | ----- |
| 1 | Alejandro Valverde (ESP) | Movistar Team     | 199   |
| 2 | Joaquim Rodríguez (CAT)  | Team Katusha      | 193   |
| 3 | Alberto Contador (ESP)   | Team Saxo-Tinkoff | 161   |
| 4 | John Degenkolb (GER)     | Argos-Shimano     | 149   |
| 5 | Daniele Bennati (ITA)    | RadioShack-Nissan | 107   |

|   | Ciclista                 | Equip             | Punts |
| - | ------------------------ | ----------------- | ----- |
| 1 | Alejandro Valverde (ESP) | Movistar Team     | 8     |
| 2 | Joaquim Rodríguez (CAT)  | Team Katusha      | 8     |
| 3 | Alberto Contador (ESP)   | Team Saxo-Tinkoff | 10    |
| 4 | Chris Froome (GBR)       | Team Sky          | 30    |
| 5 | Daniel Moreno (ESP)      | Team Katusha      | 48    |

| Pos. | Equip             | Temps        |
| ---- | ----------------- | ------------ |
| 1    | Movistar Team     | 254h 52' 49" |
| 2    | Euskaltel–Euskadi | + 9' 40"     |
| 3    | AG2R La Mondiale  | + 20' 19"    |
| 4    | Rabobank ProTeam  | + 23' 48"    |
| 5    | Team Sky          | + 26' 55″    |

## Evolució de les classificacions
| Etapa | Vencedor           | Classificació general | Classificació per punts | Classificació de la muntanya | Classificació de la combinada | Classificació per equips | Premi de la combativitat |
| ----- | ------------------ | --------------------- | ----------------------- | ---------------------------- | ----------------------------- | ------------------------ | ------------------------ |
| 1a    | Movistar Team      | Jonathan Castroviejo  | no entregat             | no entregat                  | no entregat                   | Movistar Team            | Imanol Erviti            |
| 2a    | John Degenkolb     | Jonathan Castroviejo  | John Degenkolb          | Javier Chacón                | Javier Chacón                 | Movistar Team            | Javier Aramendia         |
| 3a    | Alejandro Valverde | Alejandro Valverde    | Alejandro Valverde      | Pim Ligthart                 | Alejandro Valverde            | Movistar Team            | Philippe Gilbert         |
| 4a    | Simon Clarke       | Joaquim Rodríguez     | Simon Clarke            | Simon Clarke                 | Joaquim Rodríguez             | Rabobank ProTeam         | Luis Ángel Maté          |
| 5a    | John Degenkolb     | Joaquim Rodríguez     | John Degenkolb          | Simon Clarke                 | Joaquim Rodríguez             | Rabobank ProTeam         | Javier Chacón            |
| 6a    | Joaquim Rodríguez  | Joaquim Rodríguez     | John Degenkolb          | Simon Clarke                 | Joaquim Rodríguez             | Team Sky                 | Thomas de Gendt          |
| 7a    | John Degenkolb     | Joaquim Rodríguez     | John Degenkolb          | Simon Clarke                 | Joaquim Rodríguez             | Team Sky                 | Javier Aramendia         |
| 8a    | Alejandro Valverde | Joaquim Rodríguez     | John Degenkolb          | Alejandro Valverde           | Joaquim Rodríguez             | Rabobank ProTeam         | Javier Aramendia         |
| 9a    | Philippe Gilbert   | Joaquim Rodríguez     | Joaquim Rodríguez       | Alejandro Valverde           | Joaquim Rodríguez             | Rabobank ProTeam         | Javier Chacón            |
| 10a   | John Degenkolb     | Joaquim Rodríguez     | John Degenkolb          | Alejandro Valverde           | Joaquim Rodríguez             | Rabobank ProTeam         | Javier Aramendia         |
| 11a   | Fredrik Kessiakoff | Joaquim Rodríguez     | John Degenkolb          | Alejandro Valverde           | Joaquim Rodríguez             | Rabobank ProTeam         | Fredrik Kessiakoff       |
| 12a   | Joaquim Rodríguez  | Joaquim Rodríguez     | Joaquim Rodríguez       | Alejandro Valverde           | Joaquim Rodríguez             | Rabobank ProTeam         | Mikel Astarloza          |
| 13a   | Steve Cummings     | Joaquim Rodríguez     | Joaquim Rodríguez       | Alejandro Valverde           | Joaquim Rodríguez             | Rabobank ProTeam         | Joan Antoni Flecha       |
| 14a   | Joaquim Rodríguez  | Joaquim Rodríguez     | Joaquim Rodríguez       | Simon Clarke                 | Joaquim Rodríguez             | Rabobank ProTeam         | Juan Manuel Gárate       |
| 15a   | Antonio Piedra     | Joaquim Rodríguez     | Joaquim Rodríguez       | Simon Clarke                 | Joaquim Rodríguez             | Movistar Team            | Antonio Piedra           |
| 16a   | Dario Cataldo      | Joaquim Rodríguez     | Joaquim Rodríguez       | Simon Clarke                 | Joaquim Rodríguez             | Movistar Team            | Dario Cataldo            |
| 17a   | Alberto Contador   | Alberto Contador      | Joaquim Rodríguez       | Simon Clarke                 | Joaquim Rodríguez             | Movistar Team            | Alberto Contador         |
| 18a   | Daniele Bennati    | Alberto Contador      | Joaquim Rodríguez       | Simon Clarke                 | Joaquim Rodríguez             | Movistar Team            | Gatis Smukulis           |
| 19a   | Philippe Gilbert   | Alberto Contador      | Joaquim Rodríguez       | Simon Clarke                 | Joaquim Rodríguez             | Movistar Team            | Cheng Ji                 |
| 20a   | Denís Ménxov       | Alberto Contador      | Joaquim Rodríguez       | Simon Clarke                 | Joaquim Rodríguez             | Movistar Team            | Simon Clarke             |
| 21a   | John Degenkolb     | Alberto Contador      | Alejandro Valverde      | Simon Clarke                 | Alejandro Valverde            | Movistar Team            | no entregat              |
| Final | Final              | Alberto Contador      | Alejandro Valverde      | Simon Clarke                 | Alejandro Valverde            | Movistar Team            | Alberto Contador         |